# Callionymus hindsii
Callionymus hindsii es una especie de peces de la familia Callionymidae en el orden de los Perciformes.

## Distribución geográfica
Se encuentra desde el Golfo Pérsico hasta la  China, Indonesia, Borneo, Nueva Guinea, Filipinas y el sur de  Asia meridional.